# گاس هیدینک
گاس هیدینک (هلندی: Guus Hiddink) (زادهٔ ۸ نوامبر ۱۹۴۶) بازیکن و مربی پیشین فوتبال اهل هلند است. او بخش عمدهٔ دوران حرفه‌ای بازی خود را به عنوان هافبک و در کشورش هلند سپری کرد؛ از جمله برای تیم‌هایی مثل پی‌اس‌وی آیندهوون، گرافشاپ و ان‌ئی‌سی نایمخن به میدان رفت. او هم‌چنین مدتی در آمریکا بازی کرد. بعد از بازنشستگی در سال ۱۹۸۲، هیدینک به سراغ مربیگری رفت و دوران درخشانی را در این عرصه سپری کرد. او در هر دو ردهٔ ملی و باشگاهی به مربیگری پرداخت و عناوین و موفقیت‌های مختلفی را در این دوران کسب کرد. او سرانجام در سال ۲۰۲۱ از دنیای مربیگری خداحافظی کرد.
در مارس ۱۹۸۷، هیدینک به عنوان سرمربی تیم پی‌اس‌وی آیندهوون منصوب شد؛ او پیش از این به عنوان دستیار فعالیت می‌کرد. پی‌اس‌وی آیندهوون تحت نظر او موفق شد سه عنوان قهرمانی پیاپی لیگ برتر فوتبال هلند، سه عنوان قهرمان پیاپی جام حذفی فوتبال هلند و عنوان قهرمانی جام باشگاه‌های اروپا را در یک سه‌گانهٔ تاریخی در فصل ۸۸–۱۹۸۷ کسب کند. پس از آن هیدینک یک فصل ناموفق را در تیم فنرباغچه سپری کرد. پس از فنرباغچه، هیدینک هدایت تیم والنسیا را برعهده گرفت و تا نوامبر ۱۹۹۳ در آنجا ماند. او در مارس ۱۹۹۴ به مستایا بازگشت و تا پایان فصل ۹۴–۱۹۹۳ هدایت والنسیا را بر عهده داشت. در ژانویهٔ ۱۹۹۵، هیدینک هدایت تیم ملی فوتبال هلند را بر عهده گرفت و با این تیم به مرحلهٔ یک‌چهارم نهایی جام ملت‌های اروپا ۱۹۹۶ و رتبهٔ چهارم جام جهانی ۱۹۹۸ دست یافت. پس از جام جهانی، او از هدایت تیم ملی فوتبال هلند استعفا داد و هدایت تیم رئال مادرید را بر عهده گرفت. دوران حضور او در مادرید خیلی زود و با اخراج در فوریهٔ ۱۹۹۹ به دلیل ناکامی در لیگ به پایان رسید. او در فوریهٔ ۲۰۰۰ هدایت تیم رئال بتیس را بر عهده گرفت اما تنها سه ماه بعد و در پایان پایان فصل از سمتش برکنار شد. جذابیت هدایت یک تیم در جام جهانی باعث شد هیدینک در ژانویهٔ ۲۰۰۱ هدایت تیم ملی فوتبال کره جنوبی را بر عهده بگیرد. کره جنوبی میزبان مشترک جام جهانی ۲۰۰۲ بود بنابر این انتظارات بسیار بالا بود. او موفق شد کره جنوبی را به جایگاه تاریخی چهارمی جام جهانی برساند و در آنجا قهرمان ملی شد. هیدینک پس از پایان جام جهانی به هلند بازگشت و مجدداً هدایت تیم پی‌اس‌وی آیندهوون را بر عهده گرفت. در دورهٔ دوم حضورش در آیندهوون، او موفق شد سه عنوان قهرمانی لیگ برتر فوتبال هلند و یک قهرمانی جام حذفی هلند را کسب کند و تبدیل به موفق‌ترین مربی تاریخ هلند شد. در ژوئیهٔ ۲۰۰۵، هیدینک هدایت تیم ملی فوتبال استرالیا را بر عهده گرفت؛ او همزمان هدایت تیم پی‌اس‌وی آیندهوون و تیم ملی استرالیا را بر عهده داشت. او موفق شد استرالیا را پس از ۳۲ سال به جام جهانی ببرد؛ جایی که او موفق شد با این تیم از مرحلهٔ گروهی جام جهانی ۲۰۰۶ صعود کند؛ این تنها باری در تاریخ فوتبال استرالیاست که این تیم موفق شده از مرحلهٔ گروهی جام جهانی صعود کند. پس از جام جهانی، او هدایت تیم ملی فوتبال روسیه را بر عهده گرفت. او موفق شد با پشت سر گذاشتن تیم ملی فوتبال انگلستان در دور انتخابی، روسیه را راهی یورو ۲۰۰۸ کند و با این تیم تا مرحلهٔ نیمه‌نهایی این رقابت‌ها پیشروی کند. هیدینک در فوریهٔ ۲۰۰۹ و در حالی که همچنان هدایت تیم روسیه را بر عهده داشت، به عنوان سرمربی موقت تیم چلسی انتخاب شد. او در دوران کوتاهش در استمفورد بریج، موفق شد عنوان قهرمانی جام حذفی فوتبال انگلیس را کسب کند و چلسی را به موقعیت قابل احترامی در لیگ برگرداند. پس از آن که روسیه از راهیابی به جام جهانی ۲۰۱۰ بازماند، هیدینک از هدایت این تیم استعفا کرد. او به ترکیه بازگشت و هدایت تیم ملی فوتبال ترکیه را برعهده گرفت، اما دوران حضور او در آنجا دو سال بعد و پس از عدم راهیابی ترکیه به یورو ۲۰۱۲ پایان یافت. در فوریهٔ ۲۰۱۲ هیدینک به عرصهٔ باشگاهی بازگشت و هدایت تیم آنژی مخاچ‌قلعه را برعهده گرفت. پس از یک دوره موفقیت نسبی، هیدینک آتژی را در ژوئیهٔ ۲۰۱۳ ترک کرد. پس از جام جهانی ۲۰۱۴، هیدینک جایگزین لوئیس فان خال در تیم ملی فوتبال هلند شد و برای دومین بار، هدایت تیم ملی فوتبال هلند را بر عهده گرفت. پس از آن‌که هلند در مرحلهٔ مقدماتی یورو ۲۰۱۶ دچار مشکل شد و نتایج ضعیفی کسب شد، هیدینک از سمتش کنار رفت و دنی بلیند جایگزین او شد. در دسامبر ۲۰۱۵ هیدینک بعد از نزدیک به شش سال مجدداً به چلسی بازگشت و به عنوان مربی موقت، جایگزین ژوزه مورینیو شد. بعد از آن او هدایت تیم ملی فوتبال زیر ۲۱ سال چین و سپس تیم ملی فوتبال کوراسائو را بر عهده گرفت و سرانجام در سپتامبر ۲۰۲۱ از دنیای مربیگری خداحافظی کرد.

## افتخارات

### باشگاهی
پی‌اس‌وی آیندهوون
- لیگ برتر فوتبال هلند (۶): ۸۷–۱۹۸۶، ۸۸–۱۹۸۷، ۸۹–۱۹۸۸، ۰۳–۲۰۰۲، ۰۵–۲۰۰۴، ۰۶–۲۰۰۵
- جام حذفی فوتبال هلند (۴): ۸۸–۱۹۸۷، ۸۹–۱۹۸۸، ۹۰–۱۹۸۹، ۰۵–۲۰۰۴
- جام باشگاه‌های اروپا: ۸۸–۱۹۸۷

رئال مادرید
- جام بین قاره‌ای فوتبال: ۱۹۹۸

چلسی
- جام حذفی فوتبال انگلستان: ۰۹–۲۰۰۸

### ملی
هلند
- جام جهانی ۱۹۹۸: جایگاه چهارم

کره جنوبی
- جام جهانی ۲۰۰۲: جایگاه چهارم

روسیه
- یورو ۲۰۰۸: نیمه‌نهایی